# Parvipimpla petita
Parvipimpla petita är en stekelart som beskrevs av Ian D. Gauld 1984. Parvipimpla petita ingår i släktet Parvipimpla och familjen brokparasitsteklar. Inga underarter finns listade i Catalogue of Life.